# Чемоданово (Рязанская область)
Чемода́ново — деревня, входящая в Незнановское сельское поселение Кораблинского района Рязанской области России.
Является фактически заброшенным населённым пунктом, в деревне нет жилых зданий и зарегистрированных жителей.

## Название
Деревня названа по фамилии Чемоданов. В этих местах в 1571 году Рязанский писец Матвей Ушаков сын Чемоданов оформлял деревню Ухорская слободка во владение Лежнева и Голицына.

## География
Чемоданово находится в северо-восточной части Кораблинского района, в 20 км к северо-востоку от райцентра.
Ближайшие населённые пункты:

— деревня Юмашево в 2,5 км к востоку по грунтовой дороге;

— село Курбатово в 2,5 км к востоку по грунтовой дороге;

— село Семион в 3 км к юго-западу по грунтовой дороге.

## История
В писцовых книгах Каменского стана 1628—1629 годов упоминаются деревня Чемодановская, Чемодановская дорога, а также Чемодановский водопой.
В 1676 году деревня Чемоданово находилась в приходе церкви села Курбатово.

## Население
| 1859 | 1906 | 2010 |
| ---- | ---- | ---- |
| 391  | ↗614 | ↘0   |